# Panaitios von Leontinoi
Panaitios (altgriechisch Παναίτιος Panaítios) war ein Tyrann der antiken griechischen Stadt Leontinoi auf Sizilien gegen Ende des 7. Jahrhunderts v. Chr.
Panaitios war der erste namentlich bekannte Tyrann Siziliens. Bei sozialen Unruhen in Leontinoi wurde er von den ärmeren Schichten gegen die aristokratische Reiterei unterstützt. So konnte er etwa 615 oder 609 v. Chr. die Macht in Leontinoi an sich reißen und zum Alleinherrscher werden.